# Jorge Arandes
Jorge Arandes Masip (Barcelona, 1929 - 13 de febrer de 2020) fou un periodista català.

## Trajectòria
El seu debut professional al món de les ones es va produir el 1947, a Ràdio Miramar (EAJ39), de Barcelona. Havia seguit, al costat d'altres professionals del mitjà com Federico Gallo, Eduardo Berraondo i Miguel Ángel Valdivieso, entre d'altres, en els cursos organitzats per Juan Viñas per formar als primers locutors de la casa. Des d'una primera etapa es va especialitzar en programes de contingut musical, i més concretament la retransmissió de representacions d'òpera.
Més endavant, al costat de Federico Gallo, va iniciar i va presentar el programa Fantasía, en el qual al llarg dels anys van comptar amb col·laboradors com Maruja Fernández (Elena Francis), Lola Martínez o María Matilde Almendros.
Amb l'arribada de la televisió a Espanya, es va incorporar al nou mitjà i així, per exemple, va presentar, el 1960 un concurs Gane su viaje i entre 1962 i 1963 el programa Canciones para su recuerdo.
El 1965 va ser nomenat director de Radio Nacional de España a Barcelona. Durant els anys següents va treballar per modernitzar la ràdio a Espanya. Així, i de la mà del cap de programes de l'emissora, Pere Nin Vilella, va propiciar entre 1972 i 1974 un canvi a la programació per fer-la més àgil, i va introduir espais considerats precursors dels futurs magazines. En aquesta època, Nin va situar a un llavors desconegut Luis del Olmo al capdavant d'un programa anomenat Protagonistas, que es mantindria durant més de quatre dècades en la ràdio espanyola.
També va ser director gerent de Radiotelevisión Española a Barcelona, fins a 1981. El 1983, al costat de José María Ballvé, Luis del Olmo i Francisco Palasí, va engegar Ràdio Salut, dirigint aquesta emissora barcelonina, especialitzada en temes mèdics i sanitaris, fins a la seva jubilació, el 1998. Entre 1988 i 1989 va presentar en la mateixa emissora el micro espai d'opinió Compás de mediodía.
Des de 1996 era president de l'Associació Professional Espanyola d'Informadors de Premsa, Ràdio i Televisió (APEI-PRTV) i vicepresident de l'Associació Catalana de Ràdio Privada.
Va ser guardonat amb el Premi Ondas el 1958, el Premi Nacional de Radiodifusió el 1952 i l'Antena de Oro 1971.